# Бульвары маршалов

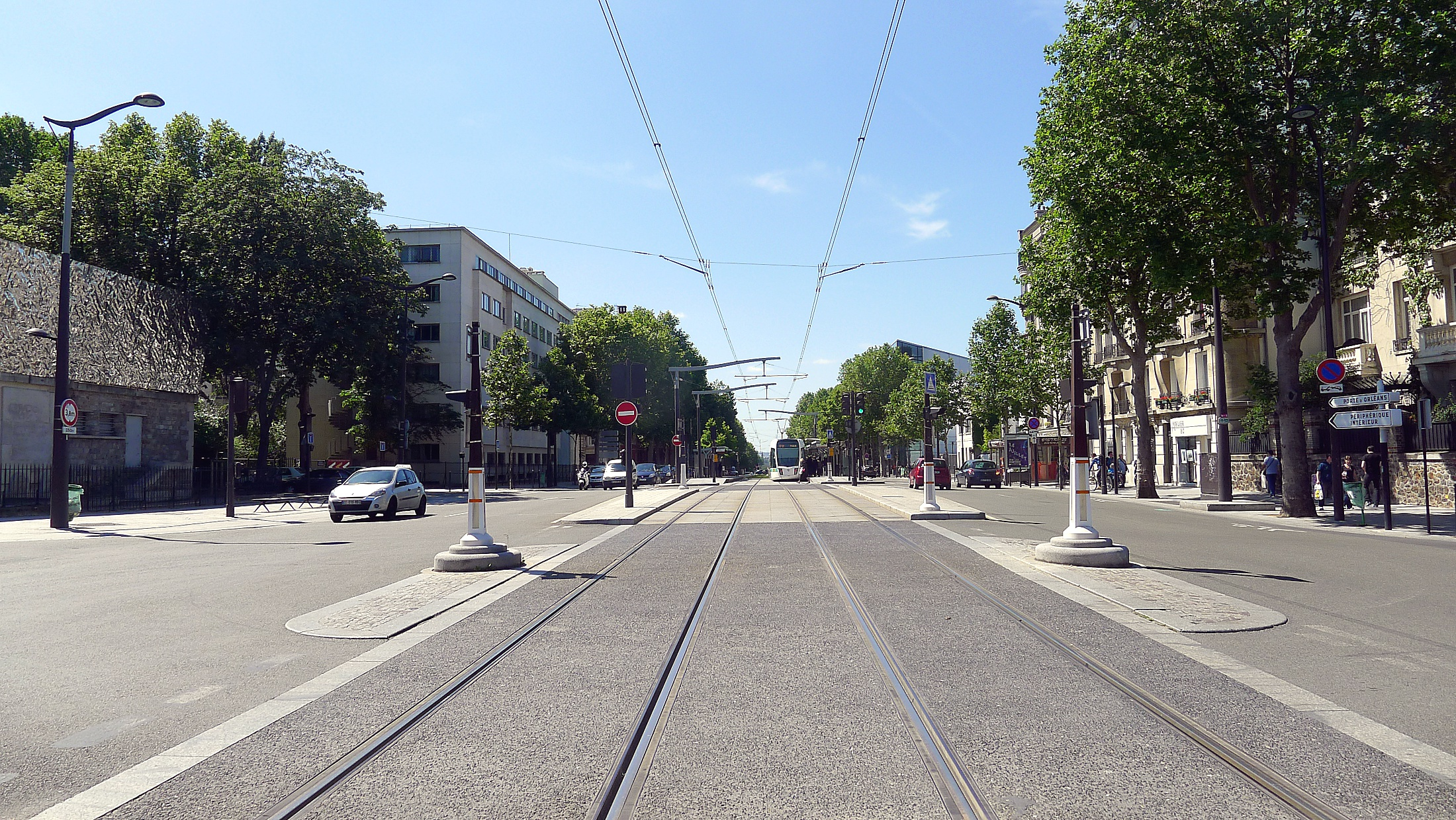
Бульвар Журдана

Бульвары Маршалов (фр. Boulevards des Maréchaux) — бульварное кольцо в Париже, прилегающее к кольцевой автодороге Периферик и дублирующее её с внутренней стороны. Таким образом, оно проходит через все окраины французской столицы.
Бульвары проложены на месте снесённой в 1920-е годы стены Тьера. В 1920-х годах, во время создания, всем им были даны названия в честь маршалов Первой империи.
В настоящее время три бульвара, появившиеся в 1980—2000-е годы, носят имена военачальников (генералов Марсиаля Валена и Жана Симона и адмирала Этьена Брюи), не бывших маршалами Франции, причём из них только адмирал Брюи был современником Наполеона, а Вален и Симон действовали в XX веке. С другой стороны, семь наполеоновских маршалов из двадцати шести не увековечены в именах бульваров. Именами трёх из этих семи (Ожеро, Монсея и Удино) называются улицы в других местах (Монсей, кроме того, удостоился статуи на площади Клиши), в то время как в честь Бернадота, Мармона и Груши в Париже названий нет. Это не случайно: перешедшие на сторону врагов Франции Бернадот (впоследствии шведский король) и Мармон считаются предателями Наполеона, а Груши традиционно ставят в вину решающую роль в поражении при Ватерлоо. Нет в Париже названия и в честь маршала Катарина-Доминика Периньона; существующая в городе улица Периньон относится не к нему, а к адвокату Пьеру Периньону.
Длина кольца — 33,7 км. На пересечении с Сеной бульварное кольцо разрывается — между бульваром генерала Марсиаля Валена и бульваром Мюрата, помимо моста Гаргальяно, нужно пересечь набережную Сент-Экзюпери.
Бульвары маршалов являются одним из основных мест действия романа Патрика Модиано, озаглавленного «Бульварное кольцо» (Boulevards de ceinture). В нём, в частности, говорится: «Зачем давать имена победителей таким сомнительным местам?»